# Miechowa

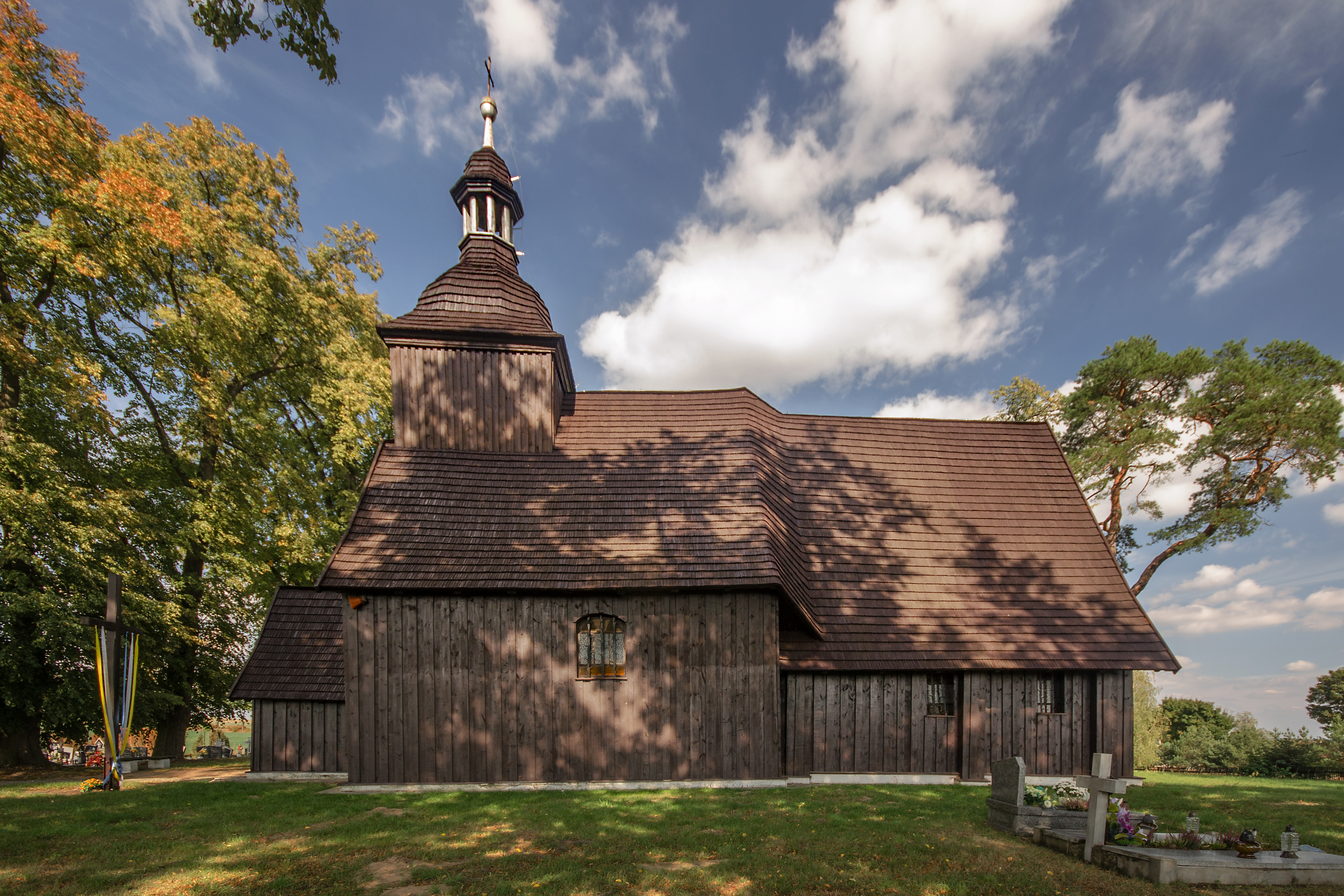
Hyazinthkirche

Miechowa (deutsch Omechau) ist ein Ort der Gmina Byczyna in der Woiwodschaft Opole in Polen.

## Geographie

### Geographische Lage
Miechowa liegt im nordwestlichen Teil Oberschlesiens im Kreuzburger Land. Das Dorf Miechowa liegt rund zehn Kilometer nordwestlich vom Gemeindesitz Byczyna, rund 25 Kilometer nordwestlich der Kreisstadt Kluczbork und etwa 75 Kilometer nordöstlich der Woiwodschaftshauptstadt Oppeln.
Durch den Ort fließt Proschlitzer Bach (poln. Pratwa).

### Nachbarorte
Nachbarorte von Miechowa sind im Nordwesten Janówka (Janowka), im Nordosten Kostów (Kostau), im Osten Ciecierzyn (Neudorf) und im Südwesten Komorzno (Reinersdorf).

## Geschichte
Das Dorf Omechau wurde 1473 erstmals erwähnt. 1743 wird der deutsche Ortsname Omechau erstmals verwendet. 1783 werden der deutsche als auch der polnische Ortsname Miechowa verwendet. Der Ortsname bedeutet Sackdorf.
Zwischen 1624 und 1628 befand sich das Dorf im Besitz von Baltazar von Frankenberg. Dieser ließ 1628 eine Schrotholzkirche südwestlich des Ortskerns erbauen. In einem Balken ist sein Name aufzufinden. 1743 wurde das Dorf an Ferdinand von Prittwitz verkauft.
1818 wurde das Schloss Omechau im Auftrag von Dorotheus von Prittwitz und Gaffron erbaut. 1845 bestanden im Dorf ein Schloss, eine evangelische Schrotholzkirche, eine evangelische Schule, eine Brennerei und weitere 44 Häuser. Im gleichen Jahr lebten in Omechau 379 Menschen, davon 26 katholisch. 1861 lebten 420 Menschen in Omechau. 1874 wurde der Amtsbezirk Kostau gegründet, zu dem Omechau eingegliedert wurde. 1882 wird die Straße nach Neudorf erbaut. 1890 wird Omechau aus dem Amtsbezirk Kostau herausgegliedert und der neue Amtsbezirk Omechau wurde gegründet.
Nach Ende des Ersten Weltkriegs wurde nördlich des Dorfes ein Grenzposten zu Polen eingerichtet. Dieser wurde bis 1939 betrieben. 1933 lebten in Omechau 425, 1939 wiederum 414 Menschen. Bis 1945 gehörte das Dorf zum Landkreis Kreuzburg O.S.
Als Folge des Zweiten Weltkriegs fiel Omechau 1945 wie der größte Teil Schlesiens unter polnische Verwaltung. Nachfolgend wurde der Ort in Miechowa umbenannt und der Woiwodschaft Schlesien angeschlossen. 1950 wurde es der Woiwodschaft Oppeln eingegliedert. 1999 kam der Ort zum neu gegründeten Powiat Kluczborski (Kreis Kreuzburg).

## Sehenswürdigkeiten
- Das Schloss Omechau wurde im Jahr 1818 für 8000 Taler unter dem damaligen Gutsbesitzer Dorotheus von Prittwitz und Gaffron erbaut. 1933 erfolgte ein größerer Umbau des Gebäudes. Letzter Bewohner des Gutshofs bis 1936 war Friedrich von Bülow, ehemaliger Oberpräsident der Grenzmark Posen-Westpreußen. Dieser verstarb 1936 im Schloss. Nach 1945 wurde das Schloss teilweise als Wohnhaus genutzt. Seit 1960 verkommt das Gebäude und ist heute eine Ruine. An der Südseite ist das Dach bereits eingestürzt.[9] Seit 1964 steht das Schloss unter Denkmalschutz.[10]
- Südwestlich anschließend befindet sich der Schlosspark, welcher seit 1976 unter Denkmalschutz steht.[10]
- Die römisch-katholische Hyazinthkirche (poln. Kościół św. Jacka) wurde 1628 erbaut. Die Kirche steht seit 1954 unter Denkmalschutz.[10]
- Wegekapelle

## Persönlichkeiten
- Friedrich von Bülow (1868–1936) – Verwaltungsjurist, lebte im Schloss Omechau und verstarb hier